# 1108 w polityce

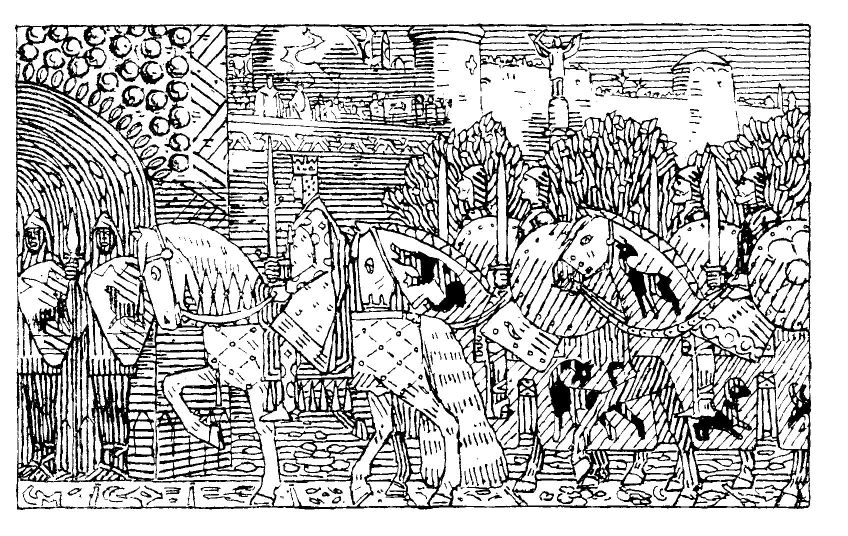
Sigurd I Magnusson wkracza do Konstantynopola

Wydarzenia polityczne w 1108 roku.

## Wydarzenia
- Norweski król Sigurd I Magnusson udaje się na wyprawę krzyżową na czele sześćdziesięciu okrętów[1].
- Ludwik VI Gruby obejmuje tron Francji[2].
- Po ataku Henryka V na Węgry, Bolesław III Krzywousty (sojusznik Kolomana I) interweniował w Czechach sprzymierzonych z Niemcami[3].

## Zmarli
- 29 lipca/30 lipca Filip I, król Francji[4].